# نيل سميث (لاعب هوكي الجليد)
نيل سميث (بالإنجليزية: Neil Smith)‏ (و. 1954  م) هو لاعب هوكي الجليد كندي، ولد في تورونتو، مركز لعبه هو مدافع ‏.

## التعليم
تعلم في جامعة ميتشيجان الغربية.

## جوائز
حصل على جوائز منها:
- كأس ستانلي.

## روابط خارجية
- نيل سميث على موقع EliteProspects.com (الإنجليزية)
- نيل سميث على موقع HockeyDB.com (الإنجليزية)